# Fluda elata
Fluda elata är en spindelart som beskrevs av Galiano 1986. Fluda elata ingår i släktet Fluda och familjen hoppspindlar. Inga underarter finns listade i Catalogue of Life.